# 쿠바무화과먹는박쥐
쿠바무화과먹는박쥐(Phyllops falcatus)는 주걱박쥐과에 속하는 박쥐의 일종이다. 카리브해 지역에서만 발견된다. 쿠바무화과먹는박쥐속(Phyllops)의 현존하는 유일종이지만, 두 종의 화석종 베투스(P. vetus)와 실바이(P. silvai)가 알려져 있다.

## 특징
쿠바무화과먹는박쥐는 상당한 크기의 박쥐로 부드럽고 무성한 회색빛 갈색 털을 갖고 있으며 하체 쪽은 좀더 희미한 색조를 띤다.